# Деревягин, Александр Александрович (легкоатлет)
Алекса́ндр Алекса́ндрович Деревя́гин (род. 24 марта 1979, Кемерово) — российский легкоатлет, специалист по барьерному бегу. Выступал за сборную России по лёгкой атлетике в 2003—2012 годах, обладатель бронзовой медали чемпионата мира в помещении, многократный победитель и призёр первенств национального значения, участник летних Олимпийских игр в Пекине. Представлял Москву, Кемеровскую и Новосибирскую области. Мастер спорта России международного класса. Тренер по лёгкой атлетике.

## Биография
Александр Деревягин родился 24 марта 1979 года в Кемерове.
Занимался лёгкой атлетикой в кемеровском легкоатлетическом манеже, проходил подготовку под руководством тренеров В. А. Торшина, Л. Константиновой, В. А. Трефилова. Окончил Кемеровский государственный университет.
Впервые заявил о себе на всероссийском уровне в сезоне 2001 года, когда в беге на 400 метров с барьерами выиграл бронзовую медаль на чемпионате России в Туле.
В 2002 году взял бронзу на чемпионате России в Чебоксарах.
Будучи студентом, в 2003 году представлял страну на летней Универсиаде в Тэгу, где занял шестое место в беге на 400 метров с барьерами.
На чемпионате России 2004 года в Туле вновь стал бронзовым призёром.
В 2005 году на чемпионате России в Туле получил серебро в беге на 400 метров и в эстафете 4 × 400 метров. Позже на Универсиаде в Измире финишировал четвёртым.
В 2006 году на домашнем чемпионате мира в помещении в Москве вместе с Константином Свечкарём, Евгением Лебедевым и Дмитрием Петровым завоевал бронзовую медаль в эстафете 4 × 400 метров. Также в этом сезоне выиграл серебряную и бронзовую медали на очередном чемпионате России в Туле, стал вторым в личном и командном зачётах на Кубке Европы в Малаге, показал восьмой результат на чемпионате Европы в Гётеборге.
В 2007 году одержал победу на чемпионате России в Туле, дошёл до стадии полуфиналов на чемпионате мира в Осаке.
На чемпионате России 2008 года в Казани с личным рекордом в 49 секунд ровно превзошёл всех соперников в беге на 400 метров с барьерами и получил золото. Благодаря этой победе удостоился права защищать честь страны на летних Олимпийских играх в Пекине, где в итоге выбыл из борьбы за медали в полуфинале.
После пекинской Олимпиады Деревягин остался в составе российской легкоатлетической сборной на ещё один олимпийский цикл и продолжил принимать участие в крупнейших международных стартах. Так, в 2009 году он победил на чемпионате России в Чебоксарах, стартовал в беге на 400 метров и в эстафете 4 × 400 метров на чемпионате мира в Берлине.
В 2010 году на командном чемпионате Европы в Бергене стал третьим в личном зачёте и тем самым помог своим соотечественникам выиграть мужской командный зачёт. Помимо этого, выиграл барьерный бег и эстафету на чемпионате России в Саранске, занял седьмое место в барьерном беге на 400 метров на чемпионате Европы в Барселоне.
В 2011 году стал третьим в личном и командном зачётах на командном чемпионате Европы в Стокгольме, был лучшим на чемпионате России в Чебоксарах, показал восьмой результат на чемпионате мира в Тэгу.
На чемпионате России 2012 года в Чебоксарах взял бронзу, затем дошёл до полуфинала на чемпионате Европы в Хельсинки.
В 2013 году на чемпионате России в Москве финишировал четвёртым, после чего завершил спортивную карьеру.
За выдающиеся спортивные достижения удостоен почётного звания «Мастер спорта России международного класса».
Женат, есть сын и дочь.
Директор Спортивной школы олимпийского резерва Кузбасса по лёгкой атлетике им. В. А. Савенкова.